# Terrier Malemute

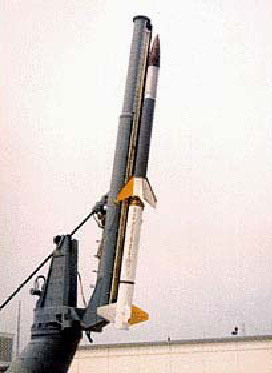
Terrier Malemute

Terrier Malemute ist die Bezeichnung einer Höhenforschungsrakete, bestehend aus einer Startstufe vom Typ Terrier und einer Oberstufe vom Typ Malemute. Die Terrier Malemute hat eine Länge von 12,70 Meter, einen Durchmesser von 0,46 Metern, einen Startschub von 258 kN, eine Startmasse von 1,6 Tonnen und eine Gipfelhöhe von 650 Kilometern.
Die Terrier Malemute wird seit 1974 verwendet.